# Aidanosagitta crassa
Aidanosagitta crassa är en djurart som tillhör fylumet pilmaskar, och som först beskrevs av Takasi Tokioka 1938.  Aidanosagitta crassa ingår i släktet Aidanosagitta och familjen Sagittidae. Inga underarter finns listade i Catalogue of Life.